# Metody II (patriarcha Konstantynopola)
Metody II, gr. Μεθόδιος Β΄ (zm. 1240) – ekumeniczny patriarcha Konstantynopola rezydujący w Nicei w 1240 r.

## Życiorys
Był patriarchą przez zaledwie 3 miesiące w 1240 r.